# Aleksander Żyw
Aleksander Żyw (ur. 3 sierpnia?/16 sierpnia 1905 w Lidzie, zm. 17 września 1995 w Castagneto Carducci) – polski malarz pochodzenia żydowskiego, tworzący na emigracji w Wielkiej Brytanii i Włoszech.

## Życiorys

### Młodość
Aleksander (Lola) Żyw urodził się w Lidzie, w rodzinie Jakowa i Leah Żywów, córki rabina Eliahu Szlomo Horowic-Winograda. Po ukończeniu gimnazjum studiował w warszawskiej Szkole Sztuk Pięknych pod kierunkiem Tadeusza Pruszkowskiego. Należał do stworzonego przez niego ugrupowania artystycznego Loża Wolnomalarska, którego członkowie tworzyli kompozycje pełne liryzmu. Prace Aleksandra Żywa uczestniczyły w trzech wystawach w Instytucie Propagandy Sztuki oraz w jednej w Salonie Czesława Garlińskiego. W 1934 otrzymał stypendium, które umożliwiło mu podróż po Europie, znaczną część drogi pokonał pieszo. Podczas pobytu w rejonie Morza Śródziemnego przyjął styl malarstwa neoimpresjonistycznego, skupiając się na krajobrazach wybrzeża Morza Śródziemnego. Zamieszkał i założył studio w Paryżu, w momencie wybuchu II wojny światowej przebywał na Korsyce.

### II wojna światowa
Po wybuchu wojny dołączył do innych Polaków we Francji, gdzie formowało się Wojsko Polskie. Po przeszkoleniu został awansowany do stopnia sierżanta i służył obsługując ciężki karabin maszynowy w 2 Pułku 1 Dywizji Grenadierów. Po upadku Francji polscy żołnierze otrzymali rozkaz podjęcia próby przedostania się do Wielkiej Brytanii, gdzie przegrupowała się Armia Polska. Przez Pireneje przedostał się do Hiszpanii, a następnie przez Portugalię dostał się do Szkocji, gdzie został mianowany artystą wojennym w polskiej armii, z którą w 1944 uczestniczył w wyzwoleniu Francji. Z tego okresu pochodzi cykl rysunków wojennych, które są dowodem jego prawdziwych umiejętności rysownika. Najbardziej znanym dziełem z tego okresu jest obraz Lądowanie na Arromanches (1944), który został pokazany wraz z innymi pracami w Imperial War Museum w Londynie i The Boundary Gallery, również w Londynie. Po wojnie zamieszkał na stałe w Szkocji, gdzie kupił i wyremontował Bell’s Brae w Dean Village w Edynburgu.

### Okres powojenny
W okresie powojennym rozpoczął eksperymenty w swojej twórczości, wojna zmieniła jego spojrzenie na świat, szok i lęk przed brutalnym konfliktem, a także uświadomienie sobie, co stało się z jego rodziną i ojczyzną, spowodowały poważną zmianę stylistyczną. Czynniki te skierowały jego twórczość na pokazanie przeżyć wewnętrznych i odsunęły go od naturalizmu. Walcząc o wyrażanie siebie stworzył serię obrazów, przedstawiających lalki i świeckie postacie, jako symbole bezradności i niezdolności wobec złych mocy. Ten okres nie trwał jednak długo, podróże do Paryża i poznanie Paula Klee miały bezpośredni wpływ na jego sztukę i przypomniały mu, że malarstwo było pozytywnym i dobrym wysiłkiem twórczym, a nie wyłącznie emocjonalnym wentylem. Jego prace w latach 50. XX wieku sprawiły, że stał się cenionym elementem edynburskiej sceny artystycznej. Aleksander Żyw wystawiał swoje prace z takimi artystami jak Anne Redpath i William George Gillies. W 1958 r. odwiedził Biennale w Wenecji i był świadkiem odnowienia ruchu taszystowskiego, z którym się zgadzał. Kolejny okres w twórczości Żywa można uznać za odrzucenie autonomicznego i grubego pędzla koła taszystów.

### Późniejsze życie
Pod koniec lat 50. zrezygnował z publicznego prezentowania swojej twórczości. Stan ten trwał do 1967 r. Zmienił wówczas zdanie, w 1970 r. przeprowadził się z żoną na stałe do Toskanii we Włoszech. Dzielił czas między malarstwem i uprawą oliwek, najczęstszym motywem jego prac z tego okresu jest przyroda. Następnie zaczął uwieczniać żywioły oraz akcentować ulotność jako świadectwo upływu czasu. Używał żywych kolorów, w ostatnim okresie twórczości znaczna część prac to obrazy transcendentalne, a cykl Meteor posiada wyraźne chrześcijańskie motywy.
17 września 1995 zmarł w swoim domu pod Castagneto Carducci.

### Małżeństwa i dzieci
Jego pierwszą żoną była Tola Korian, aktorka i pieśniarka, z którą się rozwiódł. Po wojnie ożenił się powtórnie. Jego małżonką została Brytyjka Leslie Goddard. Zamieszkał z nią w Szkocji. Mieli dwóch synów, z których jeden – Adam (1948–2005) był architektem i rzeźbiarzem.

## Twórczość
Aleksandra Żywa można uznać za jednego z ciekawszych malarzy emigracyjnych, który wyłonił się z Polski w XX wieku. Jego kariera, która trwała siedem dekad, obejmowała wystawy w całej Europie, w Warszawie, Paryżu, Edynburgu, Londynie i Mediolanie i wiele innych. Jego prace znajdują się w wielu kolekcjach, prywatnych i publicznych, w tym w Tate Britain. Najbardziej godna uwagi publikacja z udziałem Aleksandra Żywa została napisana przez Douglasa Halla i nosi tytuł Art in Exile, Polish Painters in Post-War Britain (2008).